# Zaskórnik

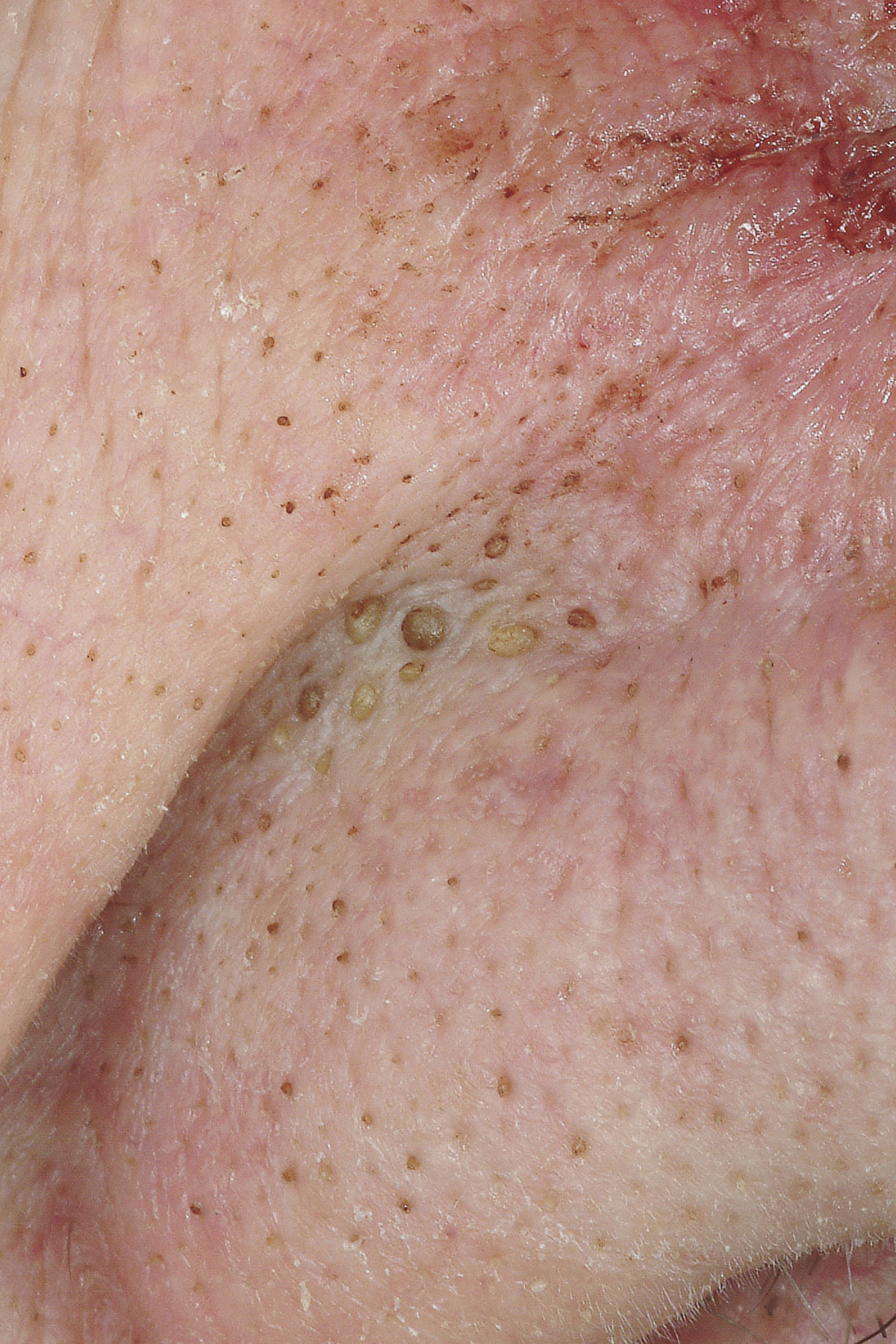
Zaskórniki na skórze nosa

Zaskórnik (łac. comedo), zwany potocznie wągrem – zmiana skórna, wykwit pierwotny charakterystyczny dla trądziku młodzieńczego.
Wykwity tego typu powstają w okolicach łojotokowych, typowo na twarzy, klatce piersiowej i plecach. Bezpośrednią przyczyną powstania jest zastój łoju i rogowacenie ujść mieszków włosowych.
Mogą być też efektem stosowania niektórych kosmetyków, takich jak ciężkie kremy, podkłady czy pudry.

## Rodzaje zaskórników
Zaskórniki zamknięte (closed comedones) - powstają w wyniku zamknięcia ujścia gruczołu przez proliferujące komórki warstwy rogowej naskórka. Są barwy białej, drobne, widoczne po naciągnięciu skóry.
Zaskórniki otwarte (open comedones) - powstają w następstwie zastoju łoju i nadkażenia (głównie bakteriami Cutibacterium acnes). Wydobywa się z nich masa łojowo-rogowa, która utleniając się nadaje wykwitowi ciemny kolor. Zaskórniki otwarte mogą przekształcić się w wykwity grudkowo-krostkowe lub torbiele ropne.